# Campeonato Sul-Americano de Futebol Feminino Sub-20 de 2012
O Campeonato Sul-Americano Feminino Sub-20 de 2012 foi a quinta edição da competição organizada pela Confederação Sul-Americana de Futebol (CONMEBOL) para jogadoras com até 20 anos de idade.
O campeonato ocorreu entre os dias 20 de janeiro e 5 de fevereiro. O país anfitrião foi o Brasil e todas as dez equipes filiadas a CONMEBOL participaram da competição. A Seleção Brasileira venceu a Seleção Argentina no último jogo 2 a 0 e sagrou-se pentacampeã da competição.
Além do Brasil a Argentina também se classificou para a Copa do Mundo Sub-20 Feminino de 2012.

## Equipes participantes
| - Argentina - Bolívia - Brasil - Chile - Colômbia | - Equador - Paraguai - Peru - Uruguai - Venezuela |

## Sede
Os jogos serão todos disputados em Curitiba, Paranaguá e Ponta Grossa.
| Legenda para as tabelas de grupos | Legenda para as tabelas de grupos               |
| --------------------------------- | ----------------------------------------------- |
|                                   | Times que se qualificaram para a fase seguinte. |

### Grupo A
| Time     | J | V | E | D | GF | GC | SG  | Pts |
| -------- | - | - | - | - | -- | -- | --- | --- |
| Brasil   | 4 | 4 | 0 | 0 | 16 | 1  | +15 | 12  |
| Paraguai | 4 | 2 | 1 | 1 | 6  | 3  | +3  | 7   |
| Uruguai  | 4 | 2 | 0 | 2 | 5  | 12 | −7  | 6   |
| Bolívia  | 4 | 0 | 2 | 2 | 2  | 4  | −2  | 2   |
| Peru     | 4 | 0 | 1 | 3 | 1  | 9  | −8  | 1   |

| 20 de janeiro de 2012 | Uruguai                  | 2 – 1 | Peru       |  |
| 18:00 UTC-3           | Martirena 18' · Pion 82' |       | Ugarte 50' |  |

| 20 de janeiro de 2012 | Brasil         | 2 – 0 | Paraguai |  |
| 20:10 UTC-3           | Thais 12', 57' |       |          |  |

| 22 de janeiro de 2012 | Paraguai                    | 3 – 1 | Uruguai          |  |
| 16:00 UTC-3           | Cuevas 12', 44' · Gauto 88' |       | Birizamberri 46' |  |

| 22 de janeiro de 2012 | Bolívia | 0 – 0 | Peru |  |
| 18:10 UTC-3           |         |       |      |  |

| 24 de janeiro de 2012 | Uruguai                    | 2 – 1 | Bolívia     |  |
| 18:00 UTC-3           | Birizamberri 68' · Yun 75' |       | Zenteno 86' |  |

| 24 de janeiro de 2012 | Peru | 0 – 6 | Brasil                                                           |  |
| 20:10 UTC-3           |      |       | Gláucia 13', 62' · Thaís 50' · Ketlen 77', 79' · Beatriz 9', 74' |  |

| 26 de janeiro de 2012 | Paraguai | 0 – 0 | Bolívia |  |
| 18:00 UTC-3           |          |       |         |  |

| 26 de janeiro de 2012 | Brasil                                                                     | 7 – 0 | Uruguai |  |
| 20:10 UTC-3           | Beatriz 9', 74' · Andressa 34' · Ketlen 47', 62' · Glaucia 54' · Paula 81' |       |         |  |

| 28 de janeiro de 2012 | Peru | 0 – 3 | Paraguai                          |  |
| 16:00 UTC-3           |      |       | Fleitas 31' · Leguizamon 37', 44' |  |

| 28 de janeiro de 2012 | Bolívia    | 1 – 2 | Brasil          |  |
| 18:10 UTC-3           | Flórez 11' |       | Ketlen 32', 37' |  |

### Grupo B
| Time      | J | V | E | D | GF | GC | SG | Pts |
| --------- | - | - | - | - | -- | -- | -- | --- |
| Argentina | 4 | 3 | 0 | 1 | 10 | 6  | +4 | 9   |
| Colômbia  | 4 | 3 | 0 | 1 | 7  | 3  | +4 | 9   |
| Chile     | 4 | 2 | 0 | 2 | 9  | 5  | +4 | 6   |
| Equador   | 4 | 1 | 0 | 3 | 6  | 11 | −5 | 3   |
| Venezuela | 4 | 1 | 0 | 3 | 4  | 10 | −6 | 3   |

| 21 de janeiro de 2012 | Equador                             | 3 – 2 | Venezuela            |  |
| 16:00 UTC-3           | Tipan 44' · Moreira 57' · Barre 70' |       | Altuve 4' · Viso 11' |  |

| 21 de janeiro de 2012 | Argentina | 0 – 1 | Colômbia   |  |
| 18:10 UTC-3           |           |       | Sierra 83' |  |

| 23 de janeiro de 2012 | Colômbia                 | 2 – 0 | Equador |  |
| 18:00 UTC-3           | Sierra 16' · Salazar 40' |       |         |  |

| {{{data}}}  | Chile                                    | 4 – 0 | Venezuela |  |
| 20:10 UTC-3 | Huenteo 44' · Aedo 45' · Zepeda 51', 79' |       |           |  |

| 25 de janeiro de 2012 | Equador     | 1 – 3 | Chile                                  |  |
| 18:00 UTC-3           | Moreira 53' |       | Zepeda 32' · Aedo 51' · Santibáñez 81' |  |

| 25 de janeiro de 2012 | Venezuela   | 1 – 3 | Argentina                         |  |
| 20:10 UTC-3           | Zambrano 9' |       | Bonsegundo 30' · Soriano 39', 64' |  |

| 27 de janeiro de 2012 | Colômbia    | 1 – 0 | Chile |  |
| 18:00 UTC-3           | Pereira 35' |       |       |  |

| 27 de janeiro de 2012 | Argentina                              | 4 – 2 | Equador                  |  |
| 20:10 UTC-3           | Bonsegundo 10', 27', 35' · Tesuari 89' |       | Olvera 41' · Moreira 50' |  |

| 29 de janeiro de 2012 | Venezuela   | 1 – 0 | Colômbia |  |
| 16:00 UTC-3           | Abraham 32' |       |          |  |

| 29 de janeiro de 2012 | Chile                  | 2 – 3 | Argentina                         |  |
| 20:10 UTC-3           | Huenteo 27' · Pino 66' |       | Soriano 3', 46' · Espíndola 90+5' |  |

## Fase final
Na etapa final, jugaram as quatro equipas clasificadas na etapa preliminar, com o mesmo sistema de jogo, todos contra todos.
| Time      | J | V | E | D | GF | GC | SG  | Pts |
| --------- | - | - | - | - | -- | -- | --- | --- |
| Brasil    | 3 | 3 | 0 | 0 | 11 | 0  | +11 | 9   |
| Argentina | 3 | 1 | 1 | 1 | 5  | 5  | 0   | 4   |
| Colômbia  | 3 | 1 | 0 | 2 | 3  | 5  | −2  | 3   |
| Paraguai  | 3 | 0 | 1 | 2 | 3  | 12 | -9  | 1   |

| 1 de fevereiro de 2012 | Argentina                 | 2 – 2 | Paraguai                 |  |
| 18:00 UTC-3            | Oviedo 32' · Iribarne 73' |       | Fleitas 20' · Larrea 48' |  |

| 1 de fevereiro de 2012 | Brasil        | 1 – 0 | Colômbia |  |
| 20:10 UTC-3            | Thaisinha 30' |       |          |  |

| 3 de fevereiro de 2012 | Argentina                       | 3 – 1 | Colômbia          |  |
| 18:00 UTC-3            | Espíndola 7' · Soriano 17', 71' |       | Rincón 14' (pen.) |  |

| 3 de fevereiro de 2012 | Brasil                                                                          | 8 – 0 | Paraguai |  |
| 20:10 UTC-3            | Thaisinha 10' · Ketlen 27', 42' · Glaucia 37' · Tayla 53' · Lucimara 67', 90+2' |       |          |  |

| 5 de fevereiro de 2012 | Paraguai | 1 – 2 | Colômbia |  |
| 16:00 UTC-3            |          |       |          |  |

| 5 de fevereiro de 2012 | Brasil | 2 – 0 | Argentina |  |
| 18:10 UTC-3            |        |       |           |  |

## Premiação
| Campeonato Sul-Americano Sub-20 de Futebol Feminino 2012 |
| Seleção Brasileira de Futebol Feminino                   |
| -------------------------------------------------------- |
| BRASIL Campeão (5º título)                               |